# 1979 en animation asiatique
Voir aussi: 1979 au cinéma - 1979 à la télévision
1978 en animation asiatique - 1979 en animation asiatique - 1980 en animation asiatique

## Principales diffusions au Japon

### Films
- 3 mars : Nutcracker Fantasy
- 17 mars : Tatsu no ko Tarō
- 17 mars : Heidi (film compilant la série d'animation)
- 17 mars : Starzinger
- 30 juin : Tondemo Nezumi Daikatsuyaku
- 14 juillet : Umi no Triton
- 21 juillet : Galaxy Express 999
- 21 juillet : Hokkyoku no Mūshika Miishika
- 31 juillet : Uchū Senkan Yamato: Aratanaru Tabidachi
- 26 août : Kaitei Chō Tokkyū Marine Express (en)
- 8 septembre : Jeu, set et match !
- 10 novembre : Ganbare!! Tabuchi-kun!! (en)
- 15 décembre : Lupin III : Le Château de Cagliostro
- 15 septembre : Conan, le fils du futur
- 15 septembre : Yakyūkyō no Uta: Kita no Ōkami Minami no Tora (en)

### OVA
- 5 avril : Unico: Kuroi kumo shiroi hane

### Séries télévisées
- 4 janvier : Nobara no Julie (ja) (13 épisodes)
- 7 janvier : Anne… la maison aux pignons verts (50 épisodes)
- 3 février : Zenderman (en) (52 épisodes)
- 5 février : Akai Tori no Kokoro (52 épisodes)
- 9 février : Le Tour du monde de Lydie (en) (50 épisodes)
- 5 mars : Cyborg 009 (saison 2) (50 épisodes)
- 21 mars : Mirai Robo Daltanious (en) (47 épisodes)
- 2 avril : Doraemon (saison 2) (26 épisodes)
- 2 avril : Kujira no Josephina (en) (24 épisodes)
- 4 avril : The Ultraman (en) (50 épisodes)
- 7 avril : Mobile Suit Gundam (43 épisodes)
- 7 avril : Les Aventures de Marco Polo (ja) (43 épisodes)
- 7 avril : Seaton doubutsuki risu no banner (en) (26 épisodes)
- 14 avril : Shin Kyoujin no Hoshi II (23 épisodes)
- 19 avril : Isabelle de Paris (13 épisodes)
- 19 juillet : Kinpatsu no Jeanie (ja) (13 épisodes)
- 27 juillet : Kagaku Bōkentai Tansar 5 (ja) (34 épisodes)
- 9 septembre : King Arthur (30 épisodes)
- 6 octobre : Misha (ja) (26 épisodes)
- 7 octobre : Gatchaman Fighter (en) (48 épisodes)
- 7 octobre : Gordian (en) (73 épisodes)
- 9 octobre : Manga Sarutobi Sasuke (en) (24 épisodes)
- 10 octobre : Lady Oscar (40 épisodes)
- 13 octobre : Uchu Kubo Blue Noah (en) (24 épisodes)
- 25 octobre : Nell (26 épisodes)